# Ursula Haverbeck
Ursula Hedwig Meta Haverbeck-Wetzel (Hesse, República de Weimar; 8 de noviembre de 1928-20 de noviembre de 2024) fue una propagandista nacionalsocialista alemana. Desde 2004, ha sido sujeto de demandas judiciales debido a su negacionismo del Holocausto, el cual en Alemania es una ofensa criminal.

## Biografía
Su marido fue Werner Georg Haverbeck, quien estuvo involucrado durante el periodo nazi en el liderazgo nacional del Partido Nacionalsocialista Obrero Alemán, fundador y director en 1933 de la "Federación Imperial Alemana de la Nación y la Patria", así como escritor, editor, historiador, folclorista y sacerdote de La Comunidad Cristiana. Desde 1982 fue también consejero científico para la comisión del Partido Ecológico-Democrático (ÖDP) y miembro del partido.
En noviembre de 2015, Ursula Haverbeck, de 87 años, fue sentenciada a diez meses de encarcelamiento por negación del holocausto. Varias condenas adicionales en otoño de 2016 condujeron a una ampliación de su sentencia. Ha apelado sin éxito todas las sentencias, y en 2018 cumplió dos años de prisión. En 2022, fue nuevamente condenada a un año por apología del genocidio. El 26 de junio de 2024, sumó un nueva condena recibiendo una pena de 16 meses de prisión.
Para las Elecciones al Parlamento Europeo de 2019, fue cabeza de lista del partido de extrema derecha La Derecha.
El 20 de noviembre de 2024, falleció a los 96 años.